# Élection du maire du Grand-Manchester de 2017
Pour un article plus général, voir Élections locales britanniques de 2017.
L’élection du maire du Grand-Manchester de 2017 a lieu le 4 mai 2017.

## Résultats
| Parti               | Candidat       | 1er tour | %    |
| ------------------- | -------------- | -------- | ---- |
| Parti travailliste  | Andy Burnham   | 359 352  | 63,4 |
| Parti conservateur  | Sean Anstee    | 128 752  | 22,7 |
| Libéraux-démocrates | Jane Brophy    | 34 334   | 6,1  |
| Parti vert          | Will Patterson | 13 424   | 2,4  |
| Démocrates anglais  | Stephen Morris | 11 115   | 2,0  |
| UKIP                | Shneur Odze    | 10 583   | 1,9  |
| Indépendant         | Mohammad Aslam | 5 815    | 1,0  |
| Indépendant         | Marcus Farmer  | 3 360    | 0,6  |